# موزس جی فارمر
موزس گریش فارمر (۹ فوریه ۱۸۲۰–۲۵ مه ۱۸۹۳) مهندس برق و مخترع بود. فارمر عضوی از ای‌آی‌ایی‌ایی بود که بعداً به آی۳ایی (آی‌تریپل‌ایی) معروف شد.

## زندگی‌نامه
فارمر در بوسکاوین، نیوهمپشایر متولد شد. وی تحصیلات خود را در آکادمی فیلیپس و دانشگاه دارتموث گذراند. او اوایل سال‌های بزرگسالی خود را در الیوت، ماین و کمبریج، ماساچوست گذراند. او پیشگاممتصدی تلگراف بود. وی خطوط تلگراف ماساچوست را ساخت و نگهداری کرد. وی بعداً سرپرست یک شرکت تلگراف شد. فارمر تلگرافی چندگانه را بررسی کرد. او در سال ۱۸۵۶ با موفقیت تلگرافی دوسویه را بین نیویورک و فیلادلفیا نشان داد (Conot , p29). فارمر همچنین جریان‌های زمینی را مورد بررسی قرار داد.
در سال ۱۸۴۷، فارمر آنچه را «لوکوموتیو الکترومغناطیسی» نامید، ساخت و در معرض دید عموم قرار داد و با چهل و هشت باتری سلول یک‌هشتم گالنی اسید نیتریک گروو، ماشین کوچکی را حمل کرد که دو مسافر را در مسیری به عرض یک و نیم فوتی حمل می‌کرد. بعداً فارمر فرایندی برای آبکاری آلومینیوم ساخت. در بوستون در سال ۱۸۵۱، او یک سرویس هشدار آتش برقی را با ویلیام فرانسیس چانینگ ساخت. او اشکال مختلفی از لامپ الکتریکی رشته‌ای را اختراع کرد.